# Seznam urartských králů
Seznam urartských králů zahrnuje všechny známé panovníky Urartu až do pádu říše na konci 7. století př. n. l.
- Arame (858–844 př. n. l.)
- Lutipri (844–834 př. n. l.)
- Sarduri I. (834–828 př. n. l.)
- Išpuini (828–810 př. n. l.)
- Menua (810–785 př. n. l.)
- Argišti I. (785–753 př. n. l.)
- Sarduri II. (753–735 př. n. l.)
- Rusa I. (735–714 př. n. l.)
- Argišti II. (714–680 př. n. l.)
- Rusa II. (680–639 př. n. l.)
- Sarduri III. (639–635 př. n. l.)
- Erimena
- Rusa III.